# Aral Moreira (político)
Aral Moreira (Aquidauana, 20 de agosto de 1898 — Rio de Janeiro, 6 de novembro de 1952) foi um advogado, empresário e político brasileiro, outrora deputado federal por Mato Grosso.

## Biografia
Filho de Manuel Moreira e Josefina Trindade Moreira. Trabalhou como comerciário e pecuarista antes de formar-se advogado em 1921. Promotor de justiça e subchefe de polícia no estado de Mato Grosso, compôs a diretoria do Instituto Nacional do Mate. Empresário, foi eleito deputado federal pela UDN em 1950, mas faleceu no exercício do mandato.
Em sua homenagem o distrito de Rio Verde do Sul foi desmembrado de Ponta Porã e emancipado em 1976 com o nome de Aral Moreira, localizado em Mato Grosso do Sul, na fronteira do Brasil com o Paraguai.